# I. Berliner Wahlkreis
Der I. Berliner Wahlkreis war ein Wahlkreis für die Wahlen zur Stadtverordnetenversammlung von Groß-Berlin. Er existierte von 1920 bis 1933 und umfasste den ehemaligen Bezirk Mitte in seinen damaligen Grenzen.

## Geschichte

### Gebiet
Im Zuge der Bildung Groß-Berlins wurde auch ein neues Wahlsystem für die Berliner Stadtverordnetenversammlung eingeführt. Dabei wurde das Berliner Stadtgebiet in 15 Wahlkreise eingeteilt, die in der Regel je einen Bezirk umfassten. Der Bezirk Mitte bildete dabei den Wahlkreis I. Da die Grenzen des Bezirks grundsätzlich die Grenzen des Wahlkreises bildeten, und diese im Zeitraum des Bestehens des Wahlkreises keinerlei nennenswerte Änderungen erfuhren, blieb der Wahlkreis die ganze Zeit über in seiner Form nahezu unverändert.

### Statistik

#### Bevölkerung
Die Bevölkerungsgröße im Wahlkreis schwankte im Zeitraum seines Bestehens teilweise erheblich. So betrug die Bevölkerung vor der Bildung Groß-Berlins 292.779 Einwohner (Stand: 8. Oktober 1919), stieg bis zum 1. Januar 1921 auf ca. 295.300 an und sank im Laufe des Jahres wiederum auf ungefähr 291.800 (Stand: 1. Oktober 1921). In den folgenden zwei Jahren schwankte die Bevölkerungszahl leicht und sank bis Anfang 1924 schließlich auf den vorläufigen Tiefststand von ca. 287.200 Einwohnern. Ab 1925 wuchs die Bevölkerungszahl wieder und betrug am 10. Oktober 1925 296.985. Bis 1929 stieg die Einwohnerzahl dann auf 302.044 (Stand: 10. Oktober 1929) an. Von da an nahm die Zahl der Einwohner erneut rapide ab. Sie betrug im Jahr 1933 schließlich nur noch 266.137 (Stand: 16. Juli 1933).
|                   | 1920    | 1921    | 1925    | 1929    | 1933    |
| ----------------- | ------- | ------- | ------- | ------- | ------- |
| Wahlberechtigte   | 192.956 | 197.061 | 215.702 | 233.798 | 210.867 |
| in % d. Bev.      | –       | –       | 73,1    | 74,9    | 77,1    |
| Wähler            | 112.806 | 122.702 | 127.624 | 149.832 | 150.731 |
| in % d. Wahlb.    | 58,5    | 62,3    | 59,2    | 64,1    | 71,5    |
| gültige Stimmen   | 111.718 | 122.515 | 126.425 | 148.605 | 149.837 |
| in % d. Wähl.     | 99,03   | 99,85   | 99,06   | 99,18   | 99,41   |
| ungültige Stimmen | 1.088   | 187     | 1.199   | 1.227   | 894     |
| in % d. Wähl.     | 0,97    | 0,15    | 0,94    | 0,82    | 0,59    |

#### Wahlberechtigte
Die Zahl der Wahlberechtigten nahm in absoluten Zahlen bis 1929 konstant zu. Sie stieg von 192.956 bei der Wahl 1920 bis auf 233.784 im Jahr 1929. Bis zur Stadtverordnetenwahl 1933 sank die Zahl jedoch auf 210.855. Seit der Wahl 1925 wurde auch der Anteil der Wahlberechtigten an der Bevölkerung erhoben. Er betrug damals 73,1 % und stieg über 74,9 % im Jahr 1929 bis auf 77,1 % im Jahr 1933.

#### Wahlbeteiligung
Obwohl die Zahl der Wähler kontinuierlich anstieg (sie betrug im Jahr 1920 112.806 und erhöhte sich bis 1933 auf 150.731), schwankte die prozentuale Wahlbeteiligung jedoch von Wahl zu Wahl. So sank beispielsweise die Wahlbeteiligung zwischen den Wahlen von 1921 und 1925 von 62,3 % auf 59,2 %, und das, obwohl die Zahl der Wähler um knapp 5.000 anstieg. Dies lag unter anderem daran, dass sich die Zahl der Wahlberechtigten gleichzeitig um fast 19.000 erhöhte, und damit deutlich stärker als die Zahl der Wähler. Dies führte dazu, dass, trotz der Steigerung der Wahlbeteiligung in absoluten Zahlen, die prozentuale Wahlbeteiligung sank. Anders verhält es sich bei den Wahlen zwischen 1929 und 1933. Hier stieg die Zahl der prozentualen Wahlbeteiligung von 64,1 % auf 71,5 % an, obwohl die Zahl der Wähler lediglich um ca. 1.000 Personen anstieg. Grund dafür war, dass es 1933 über 23.000 weniger Wahlberechtigte gab, als bei der Wahl zuvor.
Der Anteil der gültigen bzw. ungültigen Stimmen an den Gesamtstimmen blieb im gesamten Zeitraum des Bestehens des Wahlkreises relativ konstant. Der Anteil der ungültigen stimmen war dabei nie höher als ein Prozent. Er war bei der Wahl im Jahr 1920 mit 0,97 % am höchsten und mit 0,15 % im Jahr 1921 am niedrigsten.

#### Ergebnisse
Graphische Darstellung der Entwicklung der Wahlergebnisse (1920–1933)
Graphische Darstellung der Entwicklung der Sitzverteilung

## Stadtverordnetenwahl 1933
Die Wahl zur Stadtverordnetenversammlung 1933 war die letzte Groß-Berliner Parlamentswahl vor dem Zweiten Weltkrieg. Es traten 13 Parteien im Wahlkreis an. 210.867 Personen waren wahlberechtigt, von denen 150.731 zur Wahl gingen. Die Wahlbeteiligung lag bei 71,5 % und damit so hoch wie bei keiner anderen Stadtverordnetenwahl in der Geschichte des Wahlkreises. Mit Zugewinnen von 34,1 Prozentpunkten und einem Ergebnis von 39,9 % fuhr die NSDAP die höchsten Gewinne ein und landete damit auf dem ersten Platz. Sie errang 5 Sitze, während sie bei der letzten Wahl keinen einzigen gewann. KPD und SPD lagen mit 20,7 % (KPD) und 20,5 % (SPD) nahezu gleich auf und gewannen beide jeweils 2 Sitze über ihre Kreiswahlvorschläge. Auch die Verluste waren mit 6,3 Prozentpunkten bei der KPD und 6,2 Prozentpunkten bei der SPD nahezu gleich. Beide verloren, im Vergleich zur letzten Wahl, auch jeweils einen Sitz. Ebenfalls einen sitz verlor die DNVP, die dieses Mal im Wahlbündnis Kampffront Schwarz-Weiß-Rot antrat. Sie erhielt einen Sitz. Neben der NSDAP konnte nur noch die Zentrumspartei einen – wenn auch nur hauchdünnen – Gewinn erzielen (+ 0,7 Prozentpunkte). Mit rund 5,0 % erhielt sie jedoch kein Mandat im Wahlkreis.
| Partei (Kürzel)            | Partei (Kürzel)                                                                                       | Ergebnis | Ergebnis | Ergebnis | Sitze  | Sitze |
| Partei (Kürzel)            | Partei (Kürzel)                                                                                       | Stimmen  | %        | +/−      | Anzahl | +/−   |
| -------------------------- | --- | -------- | -------- | -------- | ------ | ----- |
|                            | Nationalsozialistische Deutsche Arbeiterpartei (Hitlerbewegung) (NSDAP)                               | 59.787   | 39,9     | + 34,1   | 5      | + 5   |
|                            | Kommunistische Partei Deutschlands (KPD)                                                              | 30.949   | 20,7     | – 6,3    | 2      | – 1   |
|                            | Sozialdemokratische Partei Deutschlands (SPD)                                                         | 30.658   | 20,5     | – 6,2    | 2      | – 1   |
|                            | Kampffront Schwarz-Weiß-Rot (KSWR)                                                                    | 16.553   | 11,0     | – 7,1    | 1      | – 1   |
|                            | Deutsche Zentrumspartei (Z)                                                                           | 7.455    | 5,0      | + 0,7    | –      | ± 0   |
|                            | Deutsche Staatspartei (DStP)                                                                          | 2.724    | 1,8      | – 4,9    | –      | ± 0   |
|                            | Christlich-Sozialer Volksdienst (Evangelische Bewegung) (CSVD)                                        | 688      | 0,5      | – 0,6    | –      | ± 0   |
|                            | Deutsche Volkspartei (DVP)                                                                            | 657      | 0,4      | – 4,5    | –      | ± 0   |
|                            | Freibund des Handwerks, Kleinhandels und Gewerbes (Nationale Mittelstands-Selbsthilfebewegung) (FHKG) | 143      | 0,1      | – 0,1    | –      | ± 0   |
|                            | Kampfbund für Handwerk, Handel und Gewerbe (KHHG)                                                     | 133      | 0,1      | –        | –      | –     |
|                            | Mit Hindenburg für ein nationales Berlin (Vereinigte vaterländische Verbände und Vereine) (MHNB)      | 61       | 0,0      | –        | –      | –     |
|                            | Einheitsliste der Werktätigen                                                                         | 19       | 0,0      | –        | –      | –     |
|                            | Radikaldemokratische Partei (RDP)                                                                     | 10       | 0,0      | –        | –      | –     |
| Gültige Stimmen            | Gültige Stimmen                                                                                       | 149.837  | 100,0    |          | 10     | + 2   |
| Ungültige Stimmen          | Ungültige Stimmen                                                                                     | 894      | 0,6      | – 0,2    |        |       |
| Wähler und Wahlbeteiligung | Wähler und Wahlbeteiligung                                                                            | 150.731  | 71,5     | + 7,4    |        |       |
| Wahlberechtigte            | Wahlberechtigte                                                                                       | 210.867  | 100,0    |          |        |       |

## Stadtverordnetenwahl 1929
1929 traten bei der Wahl zur Stadtverordnetenversammlung 16 Parteien im Wahlkreis an. Wahlberechtigt waren dieses Mal 233.798 Personen, von denen 149.832 zur Wahl gingen. Die Wahlbeteiligung lag somit bei 64,1 %. Mit einer Steigerung von 10,1 Prozentpunkten, landete die KPD mit einem Ergebnis von 27,0 % knapp vor der SPD auf dem ersten Platz. Sie errang 3 Sitze und damit einen mehr als bei der Wahl zuvor. Mit einem hauchdünnen Abstand von nur 0,3 Prozentpunkten lag, mit leichten Verlusten, die SPD dahinter auf dem zweiten Platz. Sie holte 26,7 % der Stimmen und konnte damit, ebenfalls wie die KPD, 3 Sitze erringen, einen weniger als bei der letzten Wahl. Die DNVP gewann mit 18,1 % zwei Sitze, verlor aber ebenso einen Sitz. Die Deutsche Demokratische Partei (6,7 %) halbierte ihr Ergebnis fast und konnte dadurch ihren einen Sitz, den sie bei der letzten Wahl errungen hatte, nicht erneut gewinnen. Die NSDAP trat zum ersten Mal an, erhielt mit 5,8 % aber kein Mandat über ihren Kreiswahlvorschlag.
| Partei (Kürzel)            | Partei (Kürzel)                                                                       | Ergebnis | Ergebnis | Ergebnis | Sitze  | Sitze |
| Partei (Kürzel)            | Partei (Kürzel)                                                                       | Stimmen  | %        | +/−      | Anzahl | +/−   |
| -------------------------- | ------------------------------------------------------------------------------------- | -------- | -------- | -------- | ------ | ----- |
|                            | Kommunistische Partei Deutschlands (KPD)                                              | 40.199   | 27,0     | + 10,1   | 3      | + 1   |
|                            | Sozialdemokratische Partei Deutschlands (SPD)                                         | 39.692   | 26,7     | – 4,6    | 3      | – 1   |
|                            | Deutschnationale Volkspartei (DNVP)                                                   | 26.850   | 18,1     | – 3,5    | 2      | – 1   |
|                            | Deutsche Demokratische Partei (DDP)                                                   | 9.908    | 6,7      | – 5,3    | 0      | – 1   |
|                            | Nationalsozialistische Deutsche Arbeiterpartei (Hitlerbewegung) (NSDAP)               | 8.616    | 5,8      | –        | –      | –     |
|                            | Deutsche Volkspartei (DVP)                                                            | 7.242    | 4,9      | – 0,8    | –      | ± 0   |
|                            | Deutsche Zentrumspartei (Z)                                                           | 6.327    | 4,3      | + 0,5    | –      | ± 0   |
|                            | Reichspartei des deutschen Mittelstandes (Wirtschaftspartei) E. V. (WP)               | 6.284    | 4,2      | + 0,2    | –      | ± 0   |
|                            | Christlicher Volksdienst (CVD)                                                        | 1.671    | 1,1      | –        | –      | –     |
|                            | Deutschvölkische Freiheitsbewegung (DVFB)                                             | 409      | 0,3      | – 1,1    | –      | ± 0   |
|                            | Allgemeine Volkspartei (Reichspartei für Aufwertung und Recht) (AVRA)                 | 297      | 0,2      | –        | –      | –     |
|                            | Freibund des Handwerks, Kleinhandels und Gewerbes E. V. (FHKG)                        | 284      | 0,2      | –        | –      | –     |
|                            | Unabhängige Sozialdemokratische Partei Deutschlands (USPD)                            | 232      | 0,2      | – 0,7    | –      | ± 0   |
|                            | Reichspartei für Handel, Handwerk und Gewerbe (Bürgerliche Mittelstandspartei) (RHHG) | 225      | 0,1      | –        | –      | –     |
|                            | Christlich-Soziale Reichspartei (CSRP)                                                | 192      | 0,1      | –        | –      | –     |
|                            | Volksrecht-Partei (Reichspartei für Volksrecht und Aufwertung) (VRP)                  | 177      | 0,1      | –        | –      | –     |
| Gültige Stimmen            | Gültige Stimmen                                                                       | 148.605  | 100,0    |          | 8      | – 2   |
| Ungültige Stimmen          | Ungültige Stimmen                                                                     | 1.227    | 0,8      | – 0,1    |        |       |
| Wähler und Wahlbeteiligung | Wähler und Wahlbeteiligung                                                            | 149.832  | 64,1     | + 4,9    |        |       |
| Wahlberechtigte            | Wahlberechtigte                                                                       | 233.798  | 100,0    |          |        |       |

### Ergebnis nach Geschlecht
Eine Besonderheit bei der Wahl von 1929 war, dass die Stimmen getrennt nach Geschlecht abgegeben wurden (getrennte Stimmenerfassung).
| Partei (Kürzel)            | Partei (Kürzel)                                                                       | Ergebnis | Ergebnis | Ergebnis | Ergebnis | Geschlechteranteil an d. Gesamtstimmen in % | Geschlechteranteil an d. Gesamtstimmen in % |
| Partei (Kürzel)            | Partei (Kürzel)                                                                       | Männer   | Männer   | Frauen   | Frauen   | Geschlechteranteil an d. Gesamtstimmen in % | Geschlechteranteil an d. Gesamtstimmen in % |
| Partei (Kürzel)            | Partei (Kürzel)                                                                       | Stimmen  | %        | Stimmen  | %        | Männer                                      | Frauen                                      |
| -------------------------- | ------------------------------------------------------------------------------------- | -------- | -------- | -------- | -------- | ------------------------------------------- | ------------------------------------------- |
|                            | Kommunistische Partei Deutschlands (KPD)                                              | 22.131   | 30,8     | 18.068   | 23,6     | 55,1                                        | 44,9                                        |
|                            | Sozialdemokratische Partei Deutschlands (SPD)                                         | 19.001   | 26,4     | 20.691   | 27,0     | 47,9                                        | 52,1                                        |
|                            | Deutschnationale Volkspartei (DNVP)                                                   | 11.061   | 15,4     | 15.789   | 20,6     | 41,2                                        | 58,8                                        |
|                            | Deutsche Demokratische Partei (DDP)                                                   | 4.885    | 6,8      | 5.023    | 6,6      | 49,3                                        | 50,7                                        |
|                            | Nationalsozialistische Deutsche Arbeiterpartei (Hitlerbewegung) (NSDAP)               | 4.712    | 6,6      | 3.904    | 5,1      | 54,7                                        | 45,3                                        |
|                            | Deutsche Volkspartei (DVP)                                                            | 3.323    | 4,6      | 3.919    | 5,1      | 45,9                                        | 54,1                                        |
|                            | Deutsche Zentrumspartei (Z)                                                           | 2.229    | 3,1      | 4.098    | 5,3      | 35,2                                        | 64,8                                        |
|                            | Reichspartei des deutschen Mittelstandes (Wirtschaftspartei) E. V. (WP)               | 3.135    | 4,4      | 3.149    | 4,1      | 49,9                                        | 50,1                                        |
|                            | Christlicher Volksdienst (CVD)                                                        | 495      | 0,7      | 1.176    | 1,5      | 29,6                                        | 70,4                                        |
|                            | Deutschvölkische Freiheitsbewegung (DVFB)                                             | 205      | 0,3      | 204      | 0,3      | 50,1                                        | 49,9                                        |
|                            | Allgemeine Volkspartei (Reichspartei für Aufwertung und Recht) (AVRA)                 | 124      | 0,2      | 173      | 0,2      | 41,8                                        | 58,2                                        |
|                            | Freibund des Handwerks, Kleinhandels und Gewerbes E. V. (FHKG)                        | 166      | 0,2      | 118      | 0,2      | 58,5                                        | 41,5                                        |
|                            | Unabhängige Sozialdemokratische Partei Deutschlands (USPD)                            | 120      | 0,2      | 112      | 0,1      | 51,7                                        | 48,3                                        |
|                            | Reichspartei für Handel, Handwerk und Gewerbe (Bürgerliche Mittelstandspartei) (RHHG) | 118      | 0,2      | 107      | 0,1      | 52,4                                        | 47,6                                        |
|                            | Christlich-Soziale Reichspartei (CSRP)                                                | 91       | 0,1      | 101      | 0,1      | 47,4                                        | 52,6                                        |
|                            | Volksrecht-Partei (Reichspartei für Volksrecht und Aufwertung) (VRP)                  | 77       | 0,1      | 100      | 0,1      | 43,5                                        | 56,5                                        |
| Gültige Stimmen            | Gültige Stimmen                                                                       | 71.873   | 100,0    | 76.732   | 100,0    | 48,4                                        | 51,6                                        |
| Ungültige Stimmen          | Ungültige Stimmen                                                                     | 390      | 0,5      | 548      | 0,7      | 41,6                                        | 58,4                                        |
| Wähler und Wahlbeteiligung | Wähler und Wahlbeteiligung                                                            | 72.263   | 67,7     | 77.280   | 60,8     | 48,3                                        | 51,7                                        |
| Wahlberechtigte            | Wahlberechtigte                                                                       | 106.740  | 100,0    | 127.058  | 100,0    | 45,7                                        | 54,3                                        |

## Stadtverordnetenwahl 1925
Mit 17 Parteien traten bei der Wahl zur Stadtverordnetenversammlung 1925 so viele Parteien an wie bei keiner anderen Wahl im Wahlkreis zuvor oder danach. 215.702 Personen waren wahlberechtigt. 127.624 bzw. 59,2 % der Wahlberechtigten nahmen an der Wahl teil. Die SPD fuhr mit einem Plus von 11,9 Prozentpunkten die höchsten Gewinne ein und landete mit 31,3 % der Gesamtstimmen auf dem ersten Platz. Sie errang 4 Sitze und damit einen mehr als bei der letzten Wahl. Dahinter lag, mit ca. 10 Prozentpunkten Abstand, die DNVP auf dem zweiten Platz, die mit einem Ergebnis von 21,6 % ihr Niveau halten konnte und erneut 3 Sitze errang. Die KPD verdoppelte ihr Ergebnis und gewann mit 16,9 % zwei Sitze. Die DDP erfuhr leichte Gewinne und konnte ihren Sitz erneut halten. Die DVP verlor mit einem Minus von 9,2 Prozentpunkten und einem Ergebnis von nur noch 5,7 % ihre beiden Sitze, die sie bei der letzten Wahl über ihren Kreiswahlvorschlag gewonnen hatte. Die größten Verluste erlitt mit einem Minus von 16,2 Prozentpunkten jedoch die USPD, die damit in der Bedeutungslosigkeit versank. Mit nur noch 0,9 % der Stimmen verlor sie ebenfalls ihre beiden Sitze.
| Partei (Kürzel)            | Partei (Kürzel)                                            | Ergebnis | Ergebnis | Ergebnis | Sitze  | Sitze |
| Partei (Kürzel)            | Partei (Kürzel)                                            | Stimmen  | %        | +/−      | Anzahl | +/−   |
| -------------------------- | ---------------------------------------------------------- | -------- | -------- | -------- | ------ | ----- |
|                            | Sozialdemokratische Partei Deutschlands (SPD)              | 39.569   | 31,3     | + 11,9   | 4      | + 1   |
|                            | Deutschnationale Volkspartei (DNVP)                        | 27.261   | 21,6     | + 0,3    | 3      | ± 0   |
|                            | Kommunistische Partei Deutschlands (KPD)                   | 21.369   | 16,9     | + 8,8    | 2      | + 1   |
|                            | Deutsche Demokratische Partei (DDP)                        | 15.115   | 12,0     | + 2,8    | 1      | ± 0   |
|                            | Deutsche Volkspartei (DVP)                                 | 7.244    | 5,7      | – 9,2    | 0      | – 2   |
|                            | Wirtschaftspartei des Deutschen Mittelstandes (WP)         | 5.113    | 4,0      | – 1,6    | –      | ± 0   |
|                            | Zentrumspartei (Z)                                         | 4.856    | 3,8      | – 0,3    | –      | ± 0   |
|                            | Deutschvölkische Freiheitspartei (DVFP)                    | 1.763    | 1,4      | –        | –      | –     |
|                            | Deutsch-Soziale Partei (DS)                                | 1.407    | 1,1      | + 0,9    | –      | ± 0   |
|                            | Unabhängige Sozialdemokratische Partei Deutschlands (USPD) | 1.113    | 0,9      | – 16,2   | 0      | – 2   |
|                            | Evangelischer Gemeinschaftsbund (EGB)                      | 767      | 0,6      | –        | –      | –     |
|                            | Deutsche Mittelstands-Partei (DMSP)                        | 233      | 0,2      | –        | –      | –     |
|                            | Nationale Wirtschaftliche Vereinigung (NWV)                | 221      | 0,2      | –        | –      | –     |
|                            | Sparerbund (SpB)                                           | 188      | 0,2      | –        | –      | –     |
|                            | Arbeiterpartei (ArbP)                                      | 118      | 0,1      | –        | –      | –     |
|                            | Deutsche Arbeitnehmerpartei                                | 64       | 0,0      | –        | –      | –     |
|                            | Staegemann's Nationaler Bund der Hauswirte (SNBH)          | 24       | 0,0      | –        | –      | –     |
| Gültige Stimmen            | Gültige Stimmen                                            | 126.425  | 100,0    |          | 10     | – 2   |
| Ungültige Stimmen          | Ungültige Stimmen                                          | 1.199    | 0,9      | + 0,7    |        |       |
| Wähler und Wahlbeteiligung | Wähler und Wahlbeteiligung                                 | 127.624  | 59,2     | – 3,1    |        |       |
| Wahlberechtigte            | Wahlberechtigte                                            | 215.702  | 100,0    |          |        |       |

## Stadtverordnetenwahl 1921
Bei der Stadtverordnetenwahl 1921 traten neun Parteien im Wahlkreis an. Wahlberechtigt waren 197.061 Einwohner, von denen 122.702 an der Wahl teilnahmen. Die Wahlbeteiligung lag damit bei 62,3 %. Die DNVP steigerte ihren Stimmenanteil auf 21,3 % und wurde stärkste Kraft, dicht gefolgt von der SPD mit 19,4 %. Die USPD halbierte ihr Ergebnis nahezu und landete mit 17,1 % nur noch auf dem 3. Platz. Die DVP, die bei der letzten Wahl noch auf Platz 2 landete, fuhr zwar leichte Verluste ein, konnte mit 14,9 % aber erneut 2 Sitze erringen. Die DDP (9,2 %) konnte ebenfalls ihren Sitz halten. Die KPD, die zum ersten Mal antrat, erhielt 8,1 % der Stimmen und gewann damit aus dem Stand heraus einen Sitz über ihren Kreiswahlvorschlag.
| Partei (Kürzel)            | Partei (Kürzel)                                            | Ergebnis | Ergebnis | Ergebnis | Sitze  | Sitze |
| Partei (Kürzel)            | Partei (Kürzel)                                            | Stimmen  | %        | +/−      | Anzahl | +/−   |
| -------------------------- | ---------------------------------------------------------- | -------- | -------- | -------- | ------ | ----- |
|                            | Deutschnationale Volkspartei (DNVP)                        | 26.090   | 21,3     | + 7,8    | 3      | + 1   |
|                            | Sozialdemokratische Partei Deutschlands (SPD)              | 23.819   | 19,4     | + 3,7    | 3      | + 1   |
|                            | Unabhängige Sozialdemokratische Partei Deutschlands (USPD) | 20.982   | 17,1     | – 17,6   | 2      | – 3   |
|                            | Deutsche Volkspartei (DVP)                                 | 18.306   | 14,9     | – 3,8    | 2      | ± 0   |
|                            | Deutsche Demokratische Partei (DDP)                        | 11.262   | 9,2      | + 0,3    | 1      | ± 0   |
|                            | Kommunistische Partei Deutschlands (KPD)                   | 9.897    | 8,1      | –        | 1      | –     |
|                            | Wirtschaftspartei des deutschen Mittelstandes (WP)         | 6.841    | 5,6      | + 1,6    | –      | ± 0   |
|                            | Zentrumspartei (Z)                                         | 5.071    | 4,1      | – 0,4    | –      | ± 0   |
|                            | Deutsch-Soziale (DS)                                       | 247      | 0,2      | –        | –      | –     |
| Gültige Stimmen            | Gültige Stimmen                                            | 122.515  | 100,0    |          | 12     | ± 0   |
| Ungültige Stimmen          | Ungültige Stimmen                                          | 187      | 0,2      | – 0,77   |        |       |
| Wähler und Wahlbeteiligung | Wähler und Wahlbeteiligung                                 | 122.702  | 62,3     | + 3,8    |        |       |
| Wahlberechtigte            | Wahlberechtigte                                            | 197.061  | 100,0    |          |        |       |

## Stadtverordnetenwahl 1920
Bei der Wahl zur Berliner Stadtverordnetenversammlung 1920 traten im Wahlkreis acht Parteien mit jeweils einem Kreiswahlvorschlag an. Insgesamt waren 192.956 Einwohner wahlberechtigt, von denen 112.806 zur Wahl gingen. Die Wahlbeteiligung lag damit bei 58,5 %. Als stärkste Partei ging mit 34,7 % die USPD hervor, mit deutlichem Abstand vor der zweitplatzierten DVP (18,7 %). Auf Platz 3 lag die SPD mit 15,7 %, gefolgt von der DNVP mit 13,5 % und der DDP mit 8,9 %. Die Zentrumspartei holte 4,5 %, die Wirtschaftliche Vereinigung 4,0 %. Mit nur 60 Stimmen und einem Anteil von 0,05 % an den Gesamtstimmen war die Parteilose Frauenvereinigung die schwächste Partei im Wahlkreis.
| Partei (Kürzel)            | Partei (Kürzel)                                     | Ergebnis | Ergebnis | Sitze |
| Partei (Kürzel)            | Partei (Kürzel)                                     | Stimmen  | %        | Sitze |
| -------------------------- | --------------------------------------------------- | -------- | -------- | ----- |
|                            | Unabhängige Sozialdemokratische Partei Deutschlands | 38.794   | 34,7     | 5     |
|                            | Deutsche Volkspartei                                | 20.908   | 18,7     | 2     |
|                            | Sozialdemokratische Partei Deutschlands             | 17.534   | 15,7     | 2     |
|                            | Deutschnationale Volkspartei                        | 15.038   | 13,5     | 2     |
|                            | Deutsche Demokratische Partei                       | 9.897    | 8,9      | 1     |
|                            | Zentrumspartei                                      | 5.015    | 4,5      | –     |
|                            | Wirtschaftliche Vereinigung von Berlin E. V.        | 4.472    | 4,0      | –     |
|                            | Parteilose Frauenvereinigung                        | 60       | 0,05     | –     |
| Gültige Stimmen            | Gültige Stimmen                                     | 111.718  | 100,0    | 12    |
| Ungültige Stimmen          | Ungültige Stimmen                                   | 1.088    | 0,97     |       |
| Wähler und Wahlbeteiligung | Wähler und Wahlbeteiligung                          | 112.806  | 58,5     |       |
| Wahlberechtigte            | Wahlberechtigte                                     | 192.956  | 100,0    |       |